# Mistrzostwa Oceanii w Zapasach 2000
Mistrzostwa Oceanii w zapasach w 2000, odbywały się w dniu 13 maja w Melbourne w Australii. W tabeli medalowej tryumfowali zapaśnicy gospodarzy. 

## Wyniki

### Styl klasyczny
| Konkurencja        | Złoto            | Srebro              | Brąz               |
| Kategoria do 54 kg | Jotham Pellew    | Peasley Ngiraibakes | Tesirake Tibaua    |
| Kategoria do 58 kg | Brett Cash       | Iutana Iutana       | Pere Rodgers       |
| Kategoria do 63 kg | Rasoul Amani     | Stephan Jaeggi      | Katea Ueresi       |
| Kategoria do 69 kg | Ali Abdo         | Murray Shore        | Faamanu Falo       |
| Kategoria do 76 kg | Faʻafetai Iutana | Vitaly Ogulev       | Benjamin Hernandez |
| Kategoria do 85 kg | Arek Olczak      | Scott Boness        | Joseph Santos      |
| Kategoria do 97 kg | Ben Vincent      | Aaron Quinlan       | Jerry Wallwork     |

Laszlo Kovacs z Australii w wadze do 130 kg był jedynym zgłoszonym zawodnikiem w swojej kategorii i nie został uwzględniony w tabeli jako złoty medalista.

### Styl wolny
| Konkurencja        | Złoto               | Srebro            | Brąz              |
| Kategoria do 54 kg | Martin Liddle       | Aaron Howman      | Darrel Gose       |
| Kategoria do 58 kg | Cory O’Brien        | Graeme Hawkins    | Atu Boney         |
| Kategoria do 63 kg | Musa Ilhan          | Ricardo Aryan     | Katea Ueresi      |
| Kategoria do 69 kg | Cameron Johnston    | Murray Shore      | Teibana Mase      |
| Kategoria do 76 kg | Reinold Ozoline     | Nicholas Astrella | Tekautu Takeea    |
| Kategoria do 85 kg | Igor Praporshchikov | Scott Boness      | Riodan Lepopea    |
| Kategoria do 97 kg | Gabriel Szerda      | Aaron Quinlan     | Nicolas Liulamaga |

Mushtaq Rasem Abdullah z Australii w wadze do 130 kg był jedynym zgłoszonym zawodnikiem w swojej kategorii i nie został uwzględniony w tabeli jako złoty medalista.

## Tabela medalowa
Gospodarz mistrzostw został zaznaczony kolorem.
| Poz. | Państwo            |    |    |    | Łącznie |
| ---- | ------------------ | -- | -- | -- | ------- |
| 1    | Australia          | 10 | 3  | 0  | 13      |
| 2    | Nowa Zelandia      | 3  | 9  | 1  | 13      |
| 3    | Samoa              | 1  | 1  | 3  | 5       |
| 4    | Palau              | 0  | 1  | 0  | 1       |
| 5    | Wyspy Salomona     | 0  | 0  | 6  | 6       |
| 6    | Guam               | 0  | 0  | 3  | 3       |
| 7    | Samoa Amerykańskie | 0  | 0  | 1  | 1       |
|      | Łącznie            | 14 | 14 | 14 | 42      |